# جاك كونواي (مخرج)
جاك كونواي (بالإنجليزية: Jack Conway)‏ مواليد 17 يوليو 1887 في غرسيفيل، الولايات المتحدة - الوفاة 11 أكتوبر 1952 في لوس أنجلوس، كاليفورنيا، الولايات المتحدة، هو ممثل ومخرج ومنتج أمريكي بدأ مسيرته الفنية سنة 1909. امتدت مسيرته الفنية لأكثر من 39 عاما.

## الأعمال
- امرأة سيئة السمعة
- قصة مدينتين
- يعيش فيلا
- أرسين لوبين

## روابط خارجية
- جاك كونواي على موقع IMDb (الإنجليزية)
- جاك كونواي على موقع الموسوعة البريطانية (الإنجليزية)
- جاك كونواي على موقع ألو سيني (الفرنسية)
- جاك كونواي على موقع تيرنر كلاسيك موفيز (الإنجليزية)
- جاك كونواي على موقع أول موفي (الإنجليزية)
- جاك كونواي على موقع قاعدة بيانات الأفلام السويدية (السويدية)
- جاك كونواي على موقع إن إن دي بي (الإنجليزية)
- جاك كونواي على موقع قاعدة بيانات الفيلم (الإنجليزية)
- جاك كونواي على موقع كينوبويسك (الروسية)